# Dalbergia lateriflora
Dalbergia lateriflora är en ärtväxtart som beskrevs av George Bentham. Dalbergia lateriflora ingår i släktet Dalbergia, och familjen ärtväxter. Inga underarter finns listade i Catalogue of Life.